# Vega4
Vega4 était un groupe de pop rock créé en 1999 en Angleterre composé de quatre membres de nationalités différentes. Johnny McDaid (chant) et Gavin Fox (basse) sont irlandais, Bruce Gainsford (guitare) vient de Nouvelle-Zélande et Bryan McLellan (batterie) est canadien. Simon Walker était leur premier bassiste, il venait d'Angleterre.

## 2002, les débuts
Le groupe sort d'abord un premier EP intitulé Better Life composé de 5 morceaux (Better Life, Hearing Voices, Summertime, 30,000 Dreams et une reprise des Beatles, Revolution, qui sera utilisée comme fond sonore pour les publicités de France Télécom en France) qui présage un futur album quelques mois plus tard.
Cet album voit le jour à la fin 2002 et s'intitule Satellites. La majeure partie des titres de ce disque est construite sur une approche pop lyrique laissant la part belle aux envolées soniques ou vocales. Que ce soit sur les morceaux rapides (Drifting Away Violenty) ou sur les tempos plus mesurés (The Caterpillar Song). Mais c'était aussi l'unique essai du groupe, qui malgré un bon accueil critique, n'avait pas réussi à décoller dans les ventes.
Par la suite, le groupe entame une petite tournée en première partie de Nada Surf Autour de cet album, le groupe enregistre pas mal de B-Sides comme Hearing Voices, Summertime, Cure For Gravity où So Long Forever.
Un an plus tard, le groupe enregistre un titre avec Paul Van Dyk, Time of Our Lives.

## 2006, retour du groupe avec un nouvel album
Vega4 refait surface avec un nouvel opus intitulé You & Others qui sort le 30 octobre 2006.
Produit par Jacknife Lee (U2, Snow Patrol...), composé de plusieurs morceaux aux styles différents : les singles pop rock basique comme Traffic Jam et You And Me, les chansons un peu plus rock avec envolées lyriques (Tearing Me Apart, Paper Cuts) ou encore Life Is Beautiful (morceau utilisé dans les séries TV Grey's Anatomy, Les Frères Scott, Kyle XY).
En décembre 2006, le site officiel annonce que Simon Walker, quitte le groupe, Gavin Fox (ancien bassiste de Idlewild) le remplace.
Deux ans plus tard en 2008, le groupe se dissout.

## Membres du groupe
- Johnny McDaid - Chant / Guitare
- Bruce Gainsford - Guitare
- Gavin Fox - Basse
- Bryan McLellan - Batterie

## Ancien(s) membres(s)
- Simon Walker - Basse (a quitté la formation en décembre 2006)

## Albums studio
- You & Others (2006)
- Satellites (2002)

## EP
- Better Life (2002)
- Love Breaks Down (2002)
- Drifting Away Violenty (2002)

## Singles
- Traffic Jam (2006)
- You And Me (2006)
- Time of Our Lives (2003) (feat. Paul Van Dyk)
- Radio Song (2002)
- Sing (2002)